# José Juan Luque Jiménez
José Juan Luque Jiménez (nascut el 16 d'octubre de 1977 a Cantillana, Sevilla) és un exfutbolista que va jugar a l'Atlètic de Madrid i al RCD Espanyol, entre d'altres.